# Platine
Le platine sono piccole lastre di ferro o di ottone che chiudono un orologio.
Le platine sono rettangolari o rotonde, generalmente accoppiate. Si distinguono in platina anteriore (la più vicina al quadrante) e platina posteriore (o del ponte). Questa seconda si dice piena (o intera), quando copre il movimento e sostiene il ponte; a tre-quarti, quando è intagliata e il ponte è separato sullo stesso piano.